# Abrud
Abrud (latin: Abruttus; ungarsk: Abrudbánya; tysk: Großschlatten) er en by i Transsylvanien i Rumænien. Byen har 4.360 (2021) indbyggere.
Byen er beliggende ved floden Abrud i den nordvestlige del af distriktet Alba. Den administrerer tre landsbyer: Abrud-Sat (Abrudfalva), Gura Cornei (Szarvaspataktorka) og Soharu (Szuhár).

## Historie
Romerriget opførte en lille fæstning her i det 2. århundrede e.Kr. Den var en del af forsvarssystemet for guldminerne i det nærliggende "Alburnus Maior" (i dag: Roșia Montană), men den blev forladt i det 3. århundrede.

### Middelalderen
Abrud blev første gang nævnt i 1271 i som Terra Obruth. Den fik bystatus i 1427.

## Trafik
Abrud er endestation på smalsporsbanen Turda – Abrud.